# Hiéroglyphe égyptien S17
Le pectoral de perles, en hiéroglyphes égyptiens, est classifié dans la section S « Couronnes, vêtements, sceptres, etc. » de la liste de Gardiner ; il y est noté S17.

## Représentation
Il représente un pectoral composé d'un élément central similaire à l'hiéroglyphe R4 duquel pend trois filets de perles de verre ou de faïence. Il est translittéré ṯḥn.t ou ṯḥn.

## Utilisation
| S15 |

| S15 |

| T | H | S17 | n · t | / | T | H | n · t · S17 |

| T | H | S17 | n · t | / | T | H | n · t · S17 |

| T | H · n | S17 | H | n |

| T | H · n | S17 | H | n |